# Prunus pedunculata
Prunus pedunculata — вид квіткових рослин із підродини мигдалевих (Amygdaloideae).

## Біоморфологічна характеристика
Це листопадний кущ з розлогими гілками; може вирости 50–200 см у висоту.

## Поширення, екологія
Ареал: південний Сибір, Монголія і північний Китай. Населяє кам'янисті гірські схили та вододіли зі степовою рослинністю, сонячні галькові схили та степи.

## Використання
Рослина збирається з дикої природи для місцевого використання в якості палива. Культивується як декоративна. Плоди вживають сирими чи приготовленими. З листя можна отримати зелений барвник. З плодів можна отримати барвник від темно-сірого до зеленого. Оскільки ця рослина дуже стійка до посушливого клімату та бідних ґрунтів, її рекомендують використовувати в проектах меліорації в межах її рідного ареалу, щоб зупинити та повернути назад опустелювання регіону, спричинене надмірним випасом. Встановлено, що цей вид є потенційним джерелом біодизеля. Prunus pedunculata є вторинним генетичним родичем мигдалю (Prunus dulcis) і третинним генетичним родичем персика (Prunus persica), тому його можна використовувати як донора генів для поліпшення врожаю.